# Ondarroa
Ondarroa je menší město a obec v baskické provincii Bizkaia ve Španělsku. Nachází se na pobřeží Atlantského oceánu, při ústí řeky Artibai.
Mezi pamětihodnosti města patří starý kamenný most, gotický kostel sv. Marie nebo most Itsas Aurre, který navrhl architekt Santiago Calatrava.

## Osobnosti města
Rodáci z Ondarroy:
- Eñaut Zubikarai, fotbalista
- Xabi Irureta, fotbalista
- Iñigo Martínez, fotbalista
- Kepa Arrizabalaga, fotbalista

## Partnerská města
- Santa Flavia, Itálie
- Borj, Západní Sahara